# Marcin Jeziorny
Marcin Jeziorny (ur. 11 sierpnia 1979 w Lubinie) – polski piłkarz grający na pozycji stopera.
Jest wychowankiem klubu Górnik Polkowice, w którego barwach rozegrał 22 spotkania w ekstraklasie, strzelając jedną bramkę.
Jego żona to koszykarka PLKK - Justyna Jeziorna (z d. Kłosińska), która obecnie gra w CCC Polkowice.